# Mexiko na Letních olympijských hrách 1948
Mexiko se účastnilo Letní olympiády 1948 v Londýně. Zastupovalo ho 88 sportovců (81 mužů a 7 žen) v 14 sportech.

## Medailisté
| Medaile | Jméno                                        | Sport         | Soutěž                           |
| ------- | -------------------------------------------- | ------------- | -------------------------------- |
| Zlato   | Humberto Mariles                             | Jezdectví     | Parkurové skákání - jednotlivci  |
| Zlato   | Rubén Uriza Humberto Mariles Alberto Valdés  | Jezdectví     | Parkurové skákání - družstva     |
| Stříbro | Rubén Uriza                                  | Jezdectví     |                                  |
| Bronz   | Joaquín Capilla                              | Skoky do vody | Muži věž 10 m                    |
| Bronz   | Raúl Campero Humberto Mariles Joaquin Solano | Jezdectví     | Jezdecká všestrannost - družstva |